# هلمنزن
هلمنزن (به آلمانی: Helmenzen) یک شهر در آلمان است که در راینلاند-فالتس واقع شده‌است.

## خصوصیات
هلمنزن ۸۷۹ نفر جمعیت دارد.